# 사쿠라기 린
사쿠라기 린(일본어: 桜木凜, 1989년 3월 3일 ~ )은 일본의 성인 비디오 여배우다. 2012년 성인 비디오 30주년을 기념하여, DMM.com이 소비자들을 대상으로 주관한 성인 비디오 역사상 최고의 AV 여배우를 뽑는 투표에서 56위에 올랐다. 현재 Prime Agency에 소속되어있다.
2015년 5월경부터 누마타 사나에(沼田早苗)라는 예명도 사용하고있다.

## 경력
사쿠라기 린은 2007년 10월 26일, 프로필 상으로 18세가 되던 해에 성인 비디오에 진출했다. KUKI에서 전속 여배우로 계약을 맺었으며, 데뷔작의 이름은 〈첫 꽃 -hatsuhana-〉, 첫 작품의 감독은 루이 아자부였다. 데뷔한 이래로 매달 한 작품가량 촬영했다. 이듬해 10월 17일 발매된 V 시네마 《AV나이 야츠라》를 시작으로 영화계에 발을 들였으며, 11월 19일 TV 도쿄에서 방송된 《곳도탕》을 시작으로 2009년 4월 방영된 《오네다리!! 마스캇토》에 출연하며 방송인으로서도 입지를 다지기 시작했다. 이 프로그램에서 만들어진 그룹인 에비스 마스캇츠의 멤버로서 활동했으며, 하위 유닛인 프루카와로 활동하며 〈프루카와 YES〉등의 곡을 발표했다. 한편 2009년 10월 2일부터 《양왕 Virgin》에서 하루나 미와라는 조연 캐릭터를 연기하며 드라마에서도 활약했다.
경력 중 몸 상태가 좋지 않아 장기간 휴식기를 가진적이 더러 있다. 가장 처음 휴식을 가진것은 2011년 7월경으로서, 그해 11월 경 복귀했다. 2012년 2월에 다시 컨디션 난조로 일을 휴업하고 이듬해 4월 비(美)와 전속 계약을 맺으며 복귀했다.
소속했던 에비스 마스캇츠의 해산 이후, 2013년 8월부터 마스캇츠 멤버였던 키자키 제시카와 함께 버라이어티 프로그램인 《린과 제시카의 파이트 일발!》(엔터! 959)를 진행해왔으며, 이는 2015년 11월 현재까지 방송되고있다. 한편, 2014년에 같은 Prime Agency소속의 성인 비디오 여배우 사쿠라 유라와 함께 단기간 활동하는 유닛 "P*cherry"를 결성했으며, 4월 15일 〈사쿠라 Circle〉이란 이름의 음원을 공개했다.

## 같이 보기
- 성인 비디오 / 여배우
- 에비스 마스캇츠
- 에비스 마스캇츠의 콘서트 투어 목록

### 주해주
1. ↑  AV 세계에서 남자배우로 활동하는 인물을 그린 작품으로, 문자대로 해석하면 "AV속의 녀석들"(AVない奴ら
), 발음대로 해석하면 "위험한 녀석들"(あぶないやつら)이 된다.

### 참조주
1. ↑  “美 [電撃復活 桜木凛 美専属デビュー]” (일본어). 비. 2015년 4월 23일에 원본 문서에서 보존된 문서. 2015년 10월 28일에 확인함.
2. ↑  “AV女優 人気投票 41～60位 - アダルトビデオ30周年記念プロジェクト AV30” (일본어). DMM. 2016년 1월 16일에 원본 문서에서 보존된 문서. 2015년 10월 28일에 확인함.
3. ↑  “週刊プレイボーイNo.22” (일본어). 주간플레이보이News. 2015년 10월 28일에 원본 문서에서 보존된 문서. 2015년 10월 28일에 확인함.
4. ↑  “初花-hatsuhana- 桜木凜” (일본어). DMM.com. 2012년 3월 6일에 원본 문서에서 보존된 문서. 2015년 10월 29일에 확인함.
5. ↑  “AVない奴ら [DVD]” (일본어). 아마존. 2016년 3월 4일에 원본 문서에서 보존된 문서. 2015년 10월 29일에 확인함.
6. ↑  “恵比寿マスカッツ公式サイト MUSCATS UNIT” (일본어). 에비스 마스캇츠. 2015년 7월 6일에 원본 문서에서 보존된 문서. 2015년 10월 29일에 확인함.
7. ↑  “ドラマ24 「嬢王 Virgin」 ： テレビ東京” (일본어). TV 도쿄. 2015년 10월 29일에 원본 문서에서 보존된 문서. 2015년 10월 29일에 확인함.
8. ↑  “凛とジェシカのファイト一発 #1” (일본어). 엔터! 959. 2015년 10월 29일에 원본 문서에서 보존된 문서. 2015년 10월 29일에 확인함.
9. ↑  “P＊cherry” (일본어). 페이스북. 2015년 10월 29일에 확인함.